# رضا عبد العزيز
رضا عبد العزيز هو مؤسس فرقة الصامتين للأداء الحركي، ومخرج وفن الرقص عروض الصم بالإدارة العامة لثقافة الطفل بوزارة الثقافة المصرية.

## إنجازاته
إضافة إلى كونه مخرجاً ومصمم رقصات فإنه موسيقيٌ وعضوٌ في نقابة المهن الموسيقية المصرية، ومؤسس فرقة الصامتون والتي تعتبر الأولى من نوعها في العالم، ومؤسس منهجها الفني الغير مسبوق. حاصل على لقب بيتهوفن في فن الأداء الحركي من المركز الثقافي الفرنسي ومختلف الهيئات الثقافية والإعلامية لكونه اعتمد في تجربته مع الأطفال الصم على طريقه الموسيقار العالمي بيتهوفن في جعل الأطفال الصم ينفعلون بالموسيقى، ويشعرون بها، وإن لم يسمعوها عن طريق الاتصال العظمي الذي كان يستخدمه الموسيقار العالمي بيتهوفن للتعرف على موسيقاه الذي قام بتأليفها، وهو أصم مؤلف كتاب الدراما والطفل الأصم الحائز على إشادة قسم حماية الطفولة بمنظمة اليونسيف الدولية قام بإخراج مهرجان الجمعية المصرية الدولية لمكافحة الإدمان بقاعة السلام بمدينة نصر عام 2003، وبقاعة المؤتمرات بجامعة القاهرة 2006 شارك بمهرجان الإعلان العالمي لحقوق الطفل المعاق بالمركز الثقافي الفرنسي بالقاهرة 2005. شارك في تمثيل مصر رسميًا بعرض أجنحة صغيرة الذي شاركت به فرقة الصامتون بالمهرجان الدولي السابع للرقص المسرحي الحديث بدار الأوبرا المصرية 2006 مخرج عرض افتتاح احتفالية المركز الثقافي الفرنسي في اليوم العالمي للطفل المعاق عام 2007. ويعتبر صاحب أول دعوة للمطالبة رسمياً باستحداث مجلس قومي لرعاية ذوي الاحتياجات الخاصة بمصر عام 2007. ألف وأخرج عرض نيران صديقه الذي شاركت به فرقة الصامتون في احتفالية منظمة الصحة العالمية في اليوم العالمي للتدخين بالمركز الثقافي الفرنسي 2008.

## جوائزه
قامت وكالة رويترز الدولية بتسجيل فيلم عن فرقة الصامتون وتجربتها الفريدة، وتم نشره في مختلف وسائل الإعلام العربية والدولية، وحقق الفيلم بتقاريره نجاحات رائعة، وأصبحت مرجعاً لمختلف وسائل الإعلام المرئية والمقروءة. قامت إذاعات الشرق الأوسط والقاهرة الكبرى والشباب والرياضة، وراديو مونت كارلو الدولي وإذاعة بي بي سي وإذاعة الجزائر الدولية باستضافته على الهواء لسرد تجربته مع الأطفال الصم وأهدافها في عام 2007. وفي عام 2008، حصل على إشادة من كبار النقاد والفنانيين بمصر وأوروبا لتأسيسه أول فرقة استعراضية من الصم والبكم بمصر والعالم العربي. وفي عام 2006، تم تكريمه من وفد اتحاد المعاقين الفرنسيين بالمركز الثقافي الفرنسي بالقاهرة بعد محاضرته عن تجربته في كيفية توظيفه لفن الأداء الحركي في دمج الصم بالمجتمع. سنة 2006، قام السفير الأمريكي بالقاهرة فرنسيس ريتشارد دوني بتكريمه وأعضاء فرقته بعد تقديم الفرقة عرض دموع الفرح من الفلكلور المصري. عام 2007، منح لقب سفير مكافحة الإدمان 3 أعوام على التوالي من مجلس إدارة الجمعية المصرية الدولية لمكافحة الإدمان بين عامي 2005 و2006، وتم تكريمه بمركز سوزان مبارك للعلوم الاستكشافية وأعضاء فرقته تقديرا لرسالتهما الإنسانية. سنة 2007، قام بتأليف وإخراج عرض نيران صديقه من إنتاج منظمة الصحة العالمية والعرض يناقش خطورة الإدمان على صحة الإنسان والمجتمع بشكل عام، تم عرضه في احتفالية منظمة الصحة العالمية، بالمركز الثقافي الفرنسي بالقاهرة. في 13 مايو 2008، قام المستشار الثقافي الفرنسي مسيو فيليب دي فو بتكريمه في السفارة الفرنسية بالقاهرة تقديرًا لجهوده الإنسانية من أجل أطفال مصر الصم والبكم. عام 2008 تم تكريمه بمركز آفاق الاشتراكية بالمحلة الكبرى بمبادرة من السيد/ حمدي حسين رئيس المركز وقد ألقى ندوة حاضر فيها عن مشواره مع تجربته الفنية من أجل الصم والبكم في مصر والعالم وقد حظيت الندوة بحضور غفير من أعضاء المركز.